# Karl Obauer
Karl Obauer (* 23. August 1953 in Werfen) ist ein österreichischer Koch und Hotelier, der mit seinem acht Jahre jüngeren Bruder Rudi das Restaurant-Hotel Obauer in Werfen (Salzburg) führt.

## Werdegang
Karl Obauer stammt aus einer Gastronomen-Familie in Werfen im Salzburger Land. Die Ausbildung machte er 1968 bis 1971 im „Bayrischen Hof“ in Salzburg. Danach folgten verschiedene Stationen in Österreich, Norwegen und der Schweiz, so 1974 bei „Sagafjord & Vistafjord“ auf der „Norwegian America Line“.
1979 begann er mit der Modernisierung des Familienbetriebs in Werfen. In der Wintersaison ging er von 1979 bis 1984 als Küchenchef an den „Zürser Hof“ am Arlberg, wo auch sein Bruder kochte. Zwischendurch machte er 1981, 1982 und 1983 Praktika in Küche und Service im „Au Crocodile“ bei Émile Jung in Strasbourg und 1987 bei Leon de Lyon im „Lacombe“ in Lyon.
1985 wurde ein Restaurantbesuch bei den Brüdern Obauer ein Schlüsselerlebnis für Johanna Maier.
1996 wurden Karl und Rudolf Obauer mit zwei Sternen Guide Michelin ausgezeichnet, ein sehr seltener Vorgang, wenn nicht bereits vorher ein Stern verliehen war. Seit 1997 haben die Brüder verschiedene Kochbücher veröffentlicht.

## Auszeichnungen Karl und Rudi Obauer
- 1989 „Koch des Jahres“, Gault Millau Österreich
- 1996 Zwei Sterne im Guide Michelin
- 2012 „Köche des Jahrzehnts“ (mit seinem Bruder), Gault Millau Österreich[1]
- 2012 Fünf Kochlöffel vom Schlemmer Atlas[2]
- 2013 Ehrenbürgerschaft seiner Heimatgemeinde Werfen[3]
- 2019 La Liste world's best restaurant selection, Top 50
- 2019 Falstaff 99/100

## Publikationen Karl und Rudi Obauer
- Das neue österreichische Kochbuch. Verlag Zabert Sandmann, München 1997.
- The New Austrian Cookbook. Verlag Zabert Sandmann, München 1999.
- Hemmungslos kochen. 24 Wahrheiten über die gute Küche. Verlag Knaur, München 2002.
- Unsere österreichische Küche. Verlag Zabert Sandmann, München 2004.
- Koche lieber leidenschaftlich. Verlag Knaur, München 2008.
- Vom Kochen auf dem Lande. Verlag Zabert Sandmann, München 2011.